# Hrabstwo Dubuque

Piramida wieku hrabstwa

Hrabstwo Dubuque – hrabstwo położone w USA w stanie Iowa z siedzibą w mieście Dubuque. Założone w 1834 roku.

## Miasta
| - Asbury - Balltown - Bankston - Bernard - Cascade - Centralia - Dubuque | - Durango - Dyersville - Epworth - Farley - Graf - Holy Cross - Luxemburg | - New Vienna - Peosta - Rickardsville - Sageville - Sherrill - Worthington - Zwingle |

## Gminy
| - Cascade - Center - Concord - Dodge - Dubuque - Iowa | - Jefferson - Liberty - Mosalem - New Wine - Peru - Prairie Creek | - Table Mound - Taylor - Vernon - Washington - Whitewater |

## Drogi główne
- U.S. Highway 20
- U.S. Highway 52
- U.S. Highway 61
- U.S. Highway 151
- Iowa Highway 3
- Iowa Highway 32
- Iowa Highway 136

## Sąsiednie hrabstwa
- Hrabstwo Clayton
- Hrabstwo Grant
- Hrabstwo Jo Daviess
- Hrabstwo Jackson
- Hrabstwo Jones
- Hrabstwo Delaware